# Elblandkliniken
Die Elblandkliniken sind die größte kommunale Klinikengruppe in Sachsen mit Standorten in Riesa, Meißen, Radebeul und Großenhain.

## Unternehmensprofil
Die Elblandkliniken sind ein Gesundheitsdienstleister im Landkreis Meißen. Sie decken damit das medizinische Versorgungsspektrum für den stationären und ambulanten Bereich in der Region Sächsisches Elbland ab.
Die Elblandkliniken unterhalten eine eigene medizinische Berufsfachschule in Meißen und bilden in den Berufen Gesundheits- und Krankenpfleger, medizinische Fachangestellte, operationstechnischer Assistent sowie Informatiker Systemintegration aus. Insgesamt sind derzeit 110 Auszubildende in den Kliniken beschäftigt. Am 31. März 2016 erhielten die Elblandkliniken für ihr Engagement bei der Ausbildung Jugendlicher das Ausbildungszertifikat der Riesaer Arbeitsagentur.
Zugleich engagieren sich die Elblandkliniken in der universitären Aus- und Weiterbildung und sind Akademische Lehrkrankenhäuser der TU Dresden.

## Unternehmensstruktur
Die einzelnen Standorte der Elblandkliniken sind:
- Elblandklinikum Meißen
- Elblandklinikum Radebeul
- Elblandklinikum Riesa

Zu den Elblandkliniken gehören außerdem die Elbland Rehabilitations- und Präventions-GmbH in Großenhain, die Elbland Polikliniken GmbH, die Dienstleistungstochter Elbland Service & Logistik GmbH sowie die Elblab GmbH für Labordienstleistungen. Die Klinikengruppe verfügt mit ihren vier Klinikstandorten Meißen, Radebeul, Riesa und Großenhain über 1.000 Betten im somatischen und psychiatrischen Bereich. Verantwortlich dafür sind rund 2.500 Mitarbeiter.
Ein weiterer Baustein in der hauseigenen Personalentwicklung ist die Elbland Akademie. Hier werden Aus-, Fort- und Weiterbildungsmaßnahmen für die Elblandkliniken-Gruppe konzipiert, koordiniert und durchgeführt.
Die Klinikengruppe verfügt zudem über die Betriebskita Elblandzwerge. Hier können die Mitarbeiter ihre Kinder im Alter von acht Wochen bis sechs Jahren betreuen lassen.

## Geschichte
Die Geschichte der Elblandkliniken geht bis in die Mitte des 19. Jahrhunderts zurück. In Radebeul war es ein 1822 gegründeter Verein für Heilwesen und Naturkunde, der im sogenannten steinernen Haus 1849 die Krankenanstalt zu Niederlößnitz eröffnete. Das denkmalgeschützte Gebäude ist heute noch Bestandteil des Krankenhauses. Es wurde vor einigen Jahren umfassend saniert.
Die Riesaer Krankenhauswurzeln gehen ins Jahr 1861 zurück, in dem ein Armen- und Krankenhaus entstand. 1880 wurde in der heutigen Hauptstraße ein Johanniter-Krankenhaus gebaut, welches 1902 geschlossen wurde. Dem folgte dann das Städtische Krankenhaus am heutigen Standort. 1868 wurde mit einem Hospital unweit der heutigen Klinik in Großenhain der Grundstein für die medizinische Versorgung gelegt. Das jetzige Haus wurde 1962 erbaut.
In Meißen wurde 1863 ein „Arbeits- und Versorgehaus“ erbaut. Aus der dort befindlichen Krankenstube für akut erkrankte Insassen entstand das Krankenhaus in der Hospitalstraße mit angeschlossener Poliklinik. Dazu gehörte auch das Stadtkrankenhaus an der Zscheilaer Straße, die Frauenklinik am Ratsweinberg und die Außenstelle Domprobstberg. 1998 wurden diese Standorte vom Krankenhausneubau am Nassauweg in Meißen-Bohnitzsch abgelöst. Seit 1992 gehört zum Meißner Krankenhaus eine Medizinische Berufsfachschule. Diese ist heute Teil der Elblandkliniken.
Während sich bereits 2002 die Häuser Meißen und Radebeul zu den Elblandkliniken Meißen-Radebeul zusammenschlossen, wurden Riesa und Großenhain 2007 zu einem Plankrankenhaus zusammengeführt. Seit April 2008 bilden alle vier Häuser gemeinsam die heutige Elblandkliniken-Gruppe.